# Pantai Cermin Kiri
Pantai Cermin Kiri is een bestuurslaag in het regentschap Serdang Bedagai van de provincie Noord-Sumatra, Indonesië. Pantai Cermin Kiri telt 3800 inwoners (volkstelling 2010).